# Pegomya pompalis
Pegomya pompalis este o specie de muște din genul Pegomya, familia Anthomyiidae. A fost descrisă pentru prima dată de Villeneuve în anul 1927.
Este endemică în Franța. Conform Catalogue of Life specia Pegomya pompalis nu are subspecii cunoscute.